# Romuald de Ravenna
Romuald de Ravenna   (Ravenna, 951 - Fabriano, 19 de juny de 1027 (Gregorià)) fou un abat fundador de l'orde dels camaldulesos. És venerat a l'Església catòlica com a sant.

## Biografia
Fill d'una família aristocràtica, després de veure al seu pare, Sergius, matar un adversari en un duel, l'any 970 es feu monjo benedictí al monestir de Sant'Apollinare in Classe a Ravenna, però abandonà la casa per retirar-se de nou a la vida eremítica, vivint amb Marí, un eremita que li va fer de guia espiritual. Conegué l'abat Garí, de Sant Miquel de Cuixà, i marxà amb ell a l'abadia, juntament amb el dux de Venècia Pere Orsèol, que també volia deixar el món, i altres nobles. Establert a Cuixà cap al 978, hi feu vida eremítica i s'hi formà durant deu anys. Hi convencé el comte Oliba Cabreta de retirar-se a fer penitència a l'Abadia de Montecassino.
Tornà a Itàlia el 988 i hi fou ermità a Pereo, prop de Ravenna. Cap al 1001, l'emperador Otó III el convencé perquè tornés a Sant'Apollinare in Classe, on fou elegit abat, però passat un any, la seva vocació d'anacoreta el feu marxar de nou, renunciant al càrrec, i se n'anà a Montecassino.
Cap al 1014 Romuald va fundar un eremitori a Sitria (Isola Fossara, Scheggia), al voltant del qual es fundà un monestir, l'abadia de Santa Maria di Sitria. Set anys després, marxà de nou i va trobar un lloc a les muntanyes entre Úmbria i les Marques, on s'establí; al voltant seu s'originà un moviment eremític que atragúe molts seguidors. Fundà diverses cases i, cap al 1020, la comunitat de l'Eremo dei Camaldoli va donar origen a l'Orde de Camaldoli o dels camaldulesos, congregació reformada, de fet, de l'Orde de Sant Benet.
Va morir entre 1023 i 1027 a Valdicastro, prop de Fabriano.

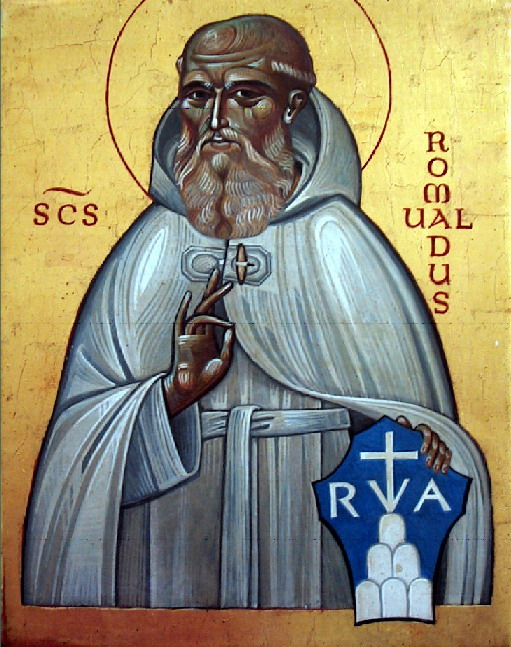
Icona oriental
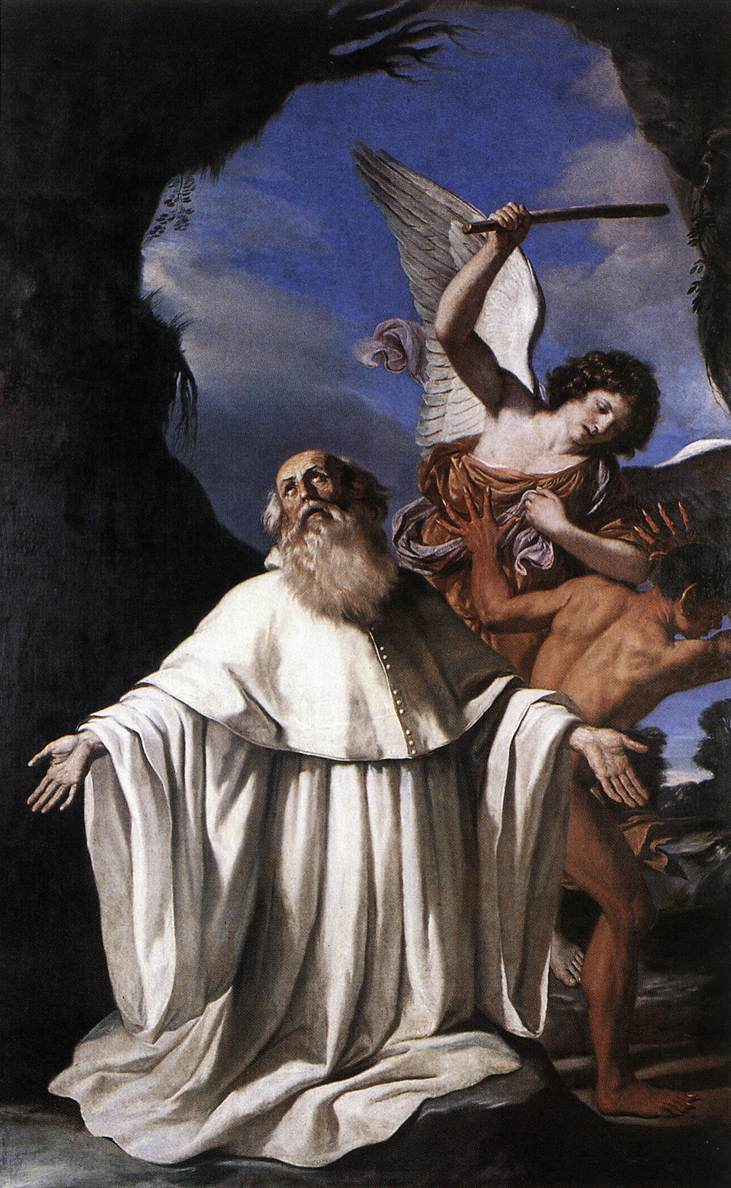
El sant pregant, per Guercino, 1641 (Ravenna, Pinacoteca comunale)
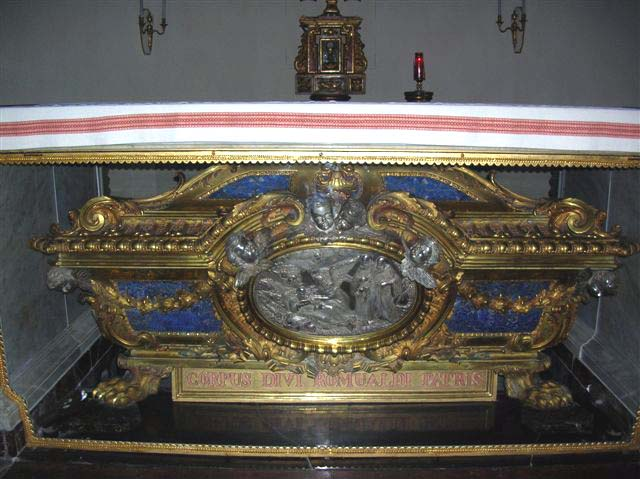
Sepulcre del sant, a San Biagio de Fabriano
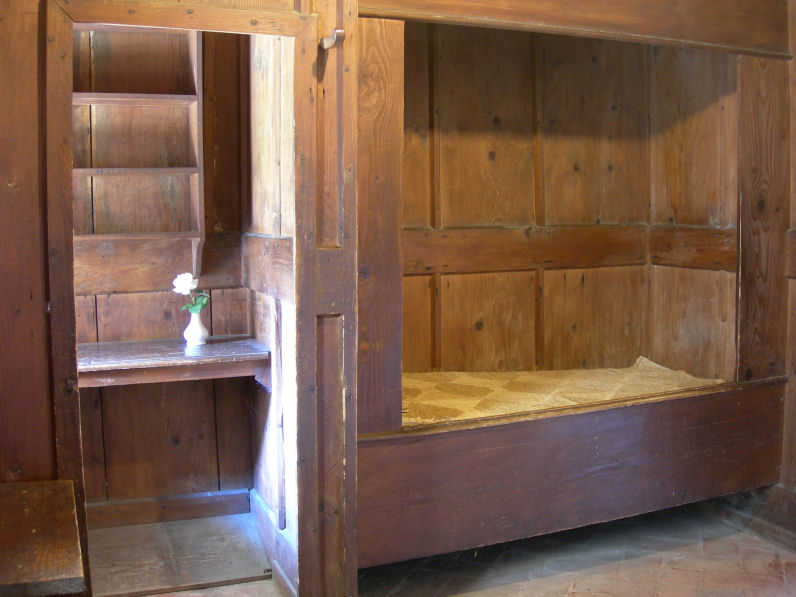
Cel·la del sant, a l'Eremo dei Camaldoli
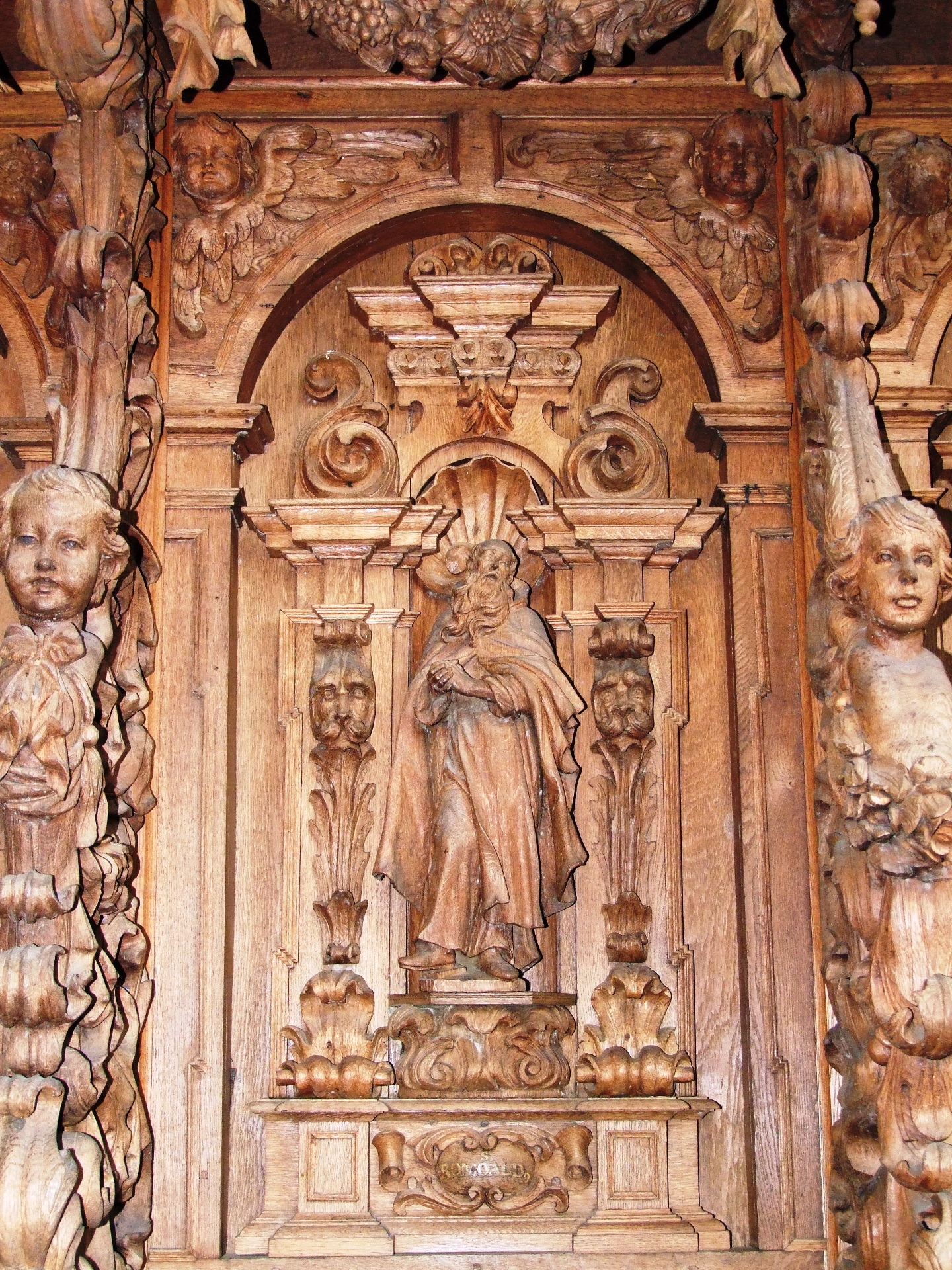
Talla al cor de la cartoixa de Buxheim, s. XVIII
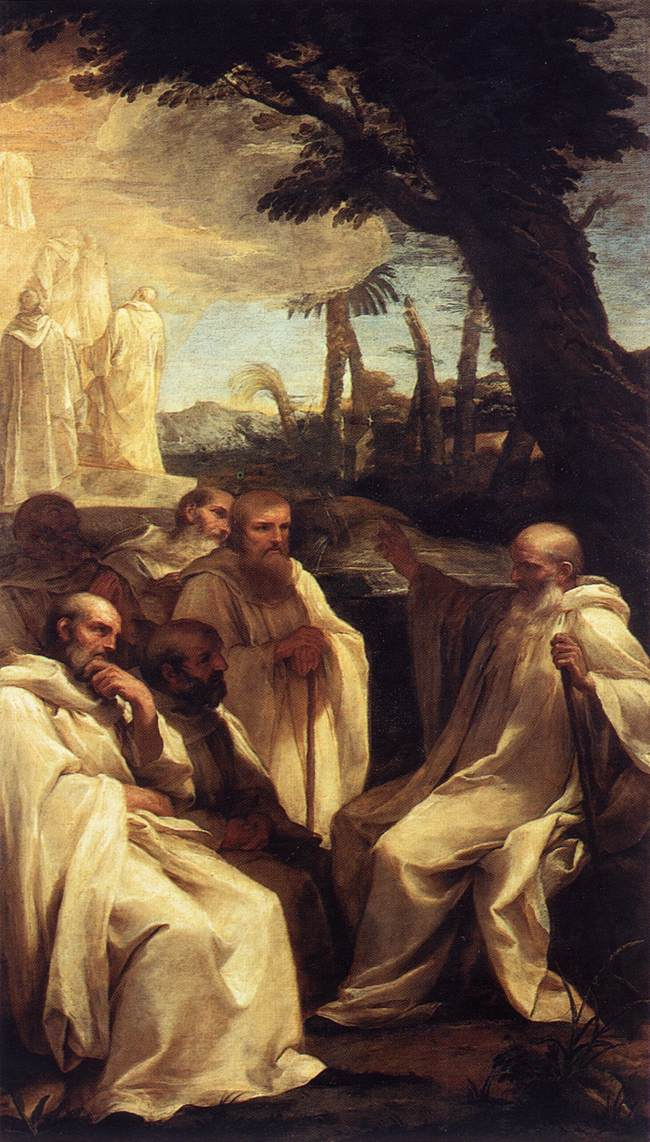
Visió de Sant Romual d'Andrea Sacchi, 1631 (Pinacoteca Vaticana)

## Veneració
Cap al 1042, Pere Damià va escriure una vida de Romuald, que donà origen a l'hagiografia posterior. Va ésser beatificat cinc anys després d'haver mort, i canonitzat en 1595 per Climent VIII. Des del 1481, el seu cos és a San Biagio de Fabriano.